# Mauressac
Mauressac (okzitanisch gleichlautend) ist eine südfranzösische Gemeinde mit 498 Einwohnern (Stand: 1. Januar 2022) im Département Haute-Garonne in der Region Okzitanien (zuvor Midi-Pyrénées). Die Gemeinde gehört zum Arrondissement Muret und zum Kanton Auterive. Die Einwohner werden Mauressacois und Mauressacoises genannt.

## Lage
Mauressac liegt etwa 31 Kilometer südlich von Toulouse und etwa 17 Kilometer südöstlich von Muret. Umgeben wird Mauressac von den Nachbargemeinden Puydaniel im Norden und Westen, Auterive im Nordosten, Grazac im Süden und Osten sowie Esperce im Südwesten. An der östlichen Gemeindegrenze verläuft der Fluss Mouillonne.

## Bevölkerungsentwicklung
| Jahr                       | 1962 | 1968 | 1975 | 1982 | 1990 | 1999 | 2006 | 2017 | 2019 |
| Einwohner                  | 135  | 107  | 91   | 120  | 184  | 240  | 339  | 518  | 506  |
| Quellen: Cassini und INSEE |      |      |      |      |      |      |      |      |      |

## Sehenswürdigkeiten

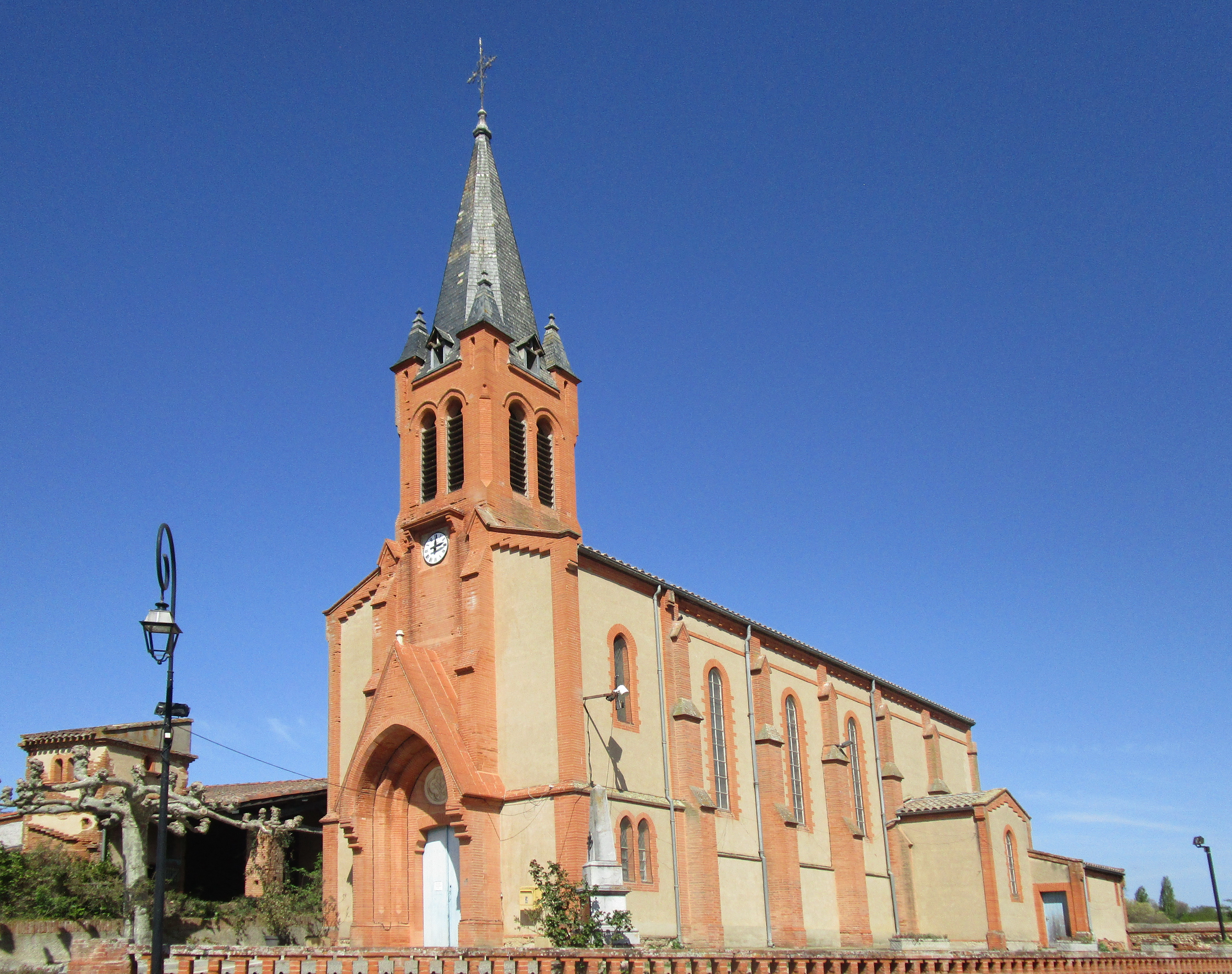
Kirche Saint-Barthélemy

- Kirche Saint-Barthélemy, erbaut 1892
- Taubenschlag aus dem 19. Jahrhundert